# Fondation 2ie
 (mai 2011).
L'Institut 2iE  est un centre d'enseignement supérieur et de recherche membre de la Conférence des grandes écoles (CGE) et basé au Burkina Faso. Spécialisés dans les domaines de l’eau, de l’énergie, de l’environnement, du génie civil et des mines, ses diplômes d'ingénieur ont reçu l’accréditation de la Commission française des Titres d’Ingénieur (CTI) ce qui leur octroie une reconnaissance européenne à travers le label EUR-ACE.
2iE a été créé en 2007 et résulte de la fusion et restructuration des ex-écoles inter États EIER (École d'Ingénieurs de l'Equipement Rural) et ETSHER (École des Techniciens de l'Hydraulique et de l'Equipement Rural) créées respectivement en 1968 et 1970 par 14 États d'Afrique de l'Ouest et Centrale.

## Histoire

### Origine: début des émancipations africaines
L’origine de 2iE est liée à l’engagement politique collectif de quatorze États d’Afrique de l’Ouest et Centrale déterminés à doter leurs nouvelles structures gouvernementales, issues des indépendances, de cadres formés sur leur propre continent. Les gouvernements investissent alors dans plusieurs écoles d'ingénieurs inter-États ayant pour but de former l'élite des administrations.
L’École d'Ingénieurs de l’Équipement Rural (EIER) est créée en 1968 à Ouagadougou, avec pour mission de former et perfectionner des ingénieurs aptes à promouvoir et mettre en œuvre les infrastructures et les actions nécessaires au développement des États membres  ainsi que l'appui aux actions de développement.
Deux ans plus tard, en 1970, l'École des Techniciens de l'Hydraulique et de l’Équipement Rural (ETSHER) voit également le jour dans cette même dynamique.

### De 1968 à 2005
En 37 ans, de 1968 à 2006, l'EIER et l'ETSHER forment plus de 3000 ingénieurs et techniciens supérieurs dans les domaines du génie hydraulique et du génie rural.
Devenu en 2001 le groupe EIER-ETSHER, l’établissement incarne l’émergence d’une nouvelle Afrique, prête à répondre aux défis de la croissance démographique, de l’urbanisation, de l'essor économique.
Pour y répondre, l’EIER-ETSHER se réforme et devient l’Institut International d’ingénierie de l’Eau et de l’Environnement, 2iE. La pose de la première pierre a lieu en 2006 en présence du Président du Burkina Faso, M. Blaise Compaoré, et M. Paul Ginies, Directeur général de 2iE.

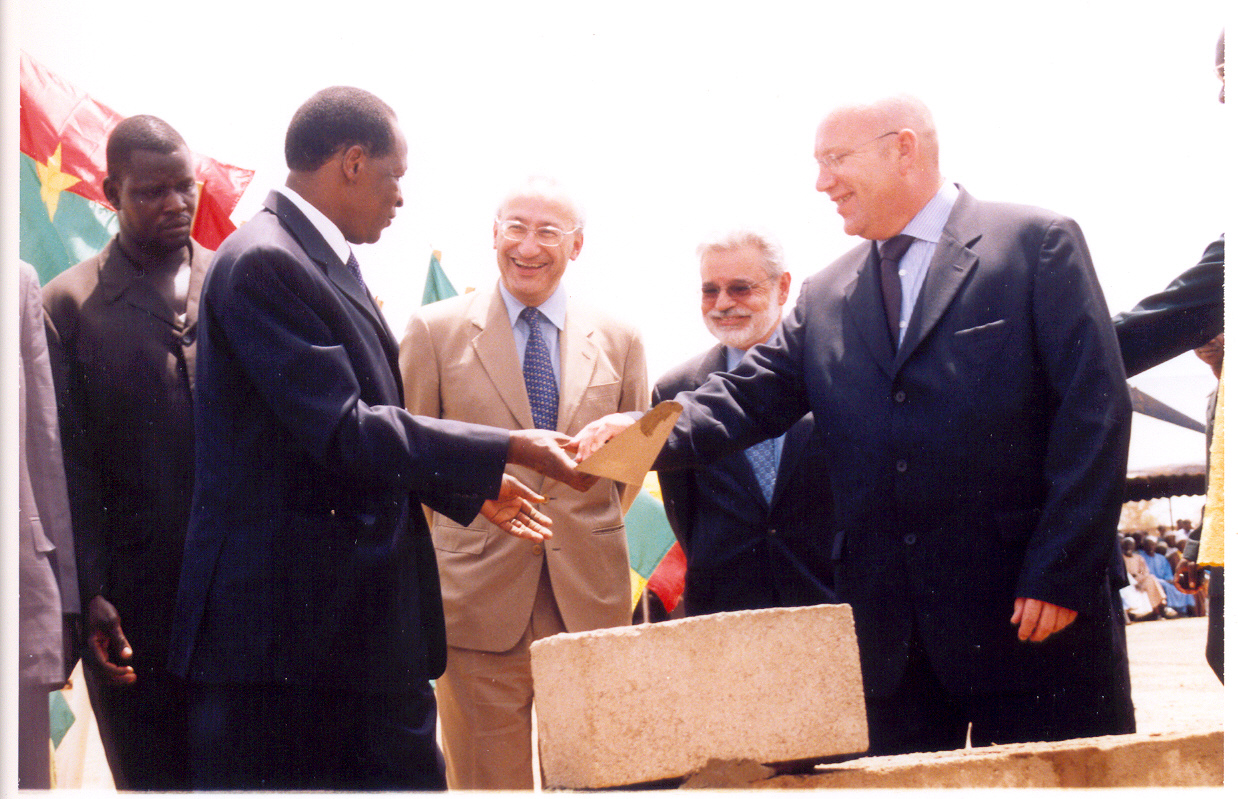
Pose de la première pierre du 2iE en 2006 en présence du Président du Burkina Faso, M. Blaise Compaoré, et M. Paul Ginies, Directeur Général du 2iE

### Depuis 2006
En faillite et menacé de fermeture[réf. nécessaire], l'établissement opère à la fois un changement de direction avec l'arrivée d'un nouveau Directeur Général, Paul Giniès, et un changement de stratégie de développement avec des formations cherchant à répondre désormais également aux besoins des entreprises privées.
La Fondation 2iE est ensuite créée en 2007.
En février 2008, le groupe EIER-ETSHER transfère son patrimoine à la Fondation 2iE. En mai, la Fondation 2iE signe un accord de siège avec le Burkina Faso ce qui lui octroie un statut diplomatique. En juillet, la Fondation 2iE est déclarée d'utilité publique.
En 2012, 2iE participe avec le Medef International et Hec Executive à la création de l'Institut d'Afrique. Cette association a vocation à soutenir le développement humain en Afrique en mettant en place une interface entre les recruteurs et les différentes offres de formation.[réf. nécessaire]
En 2013, l'établissement se sépare de son directeur général Paul Giniès en raison d'un manque de transparence dans la gestion de l’Institut, des licenciements abusifs et une absence de volonté de l’ancien directeur d’améliorer leurs les conditions de travail jugées « difficiles ».

## Organisation

### Statut

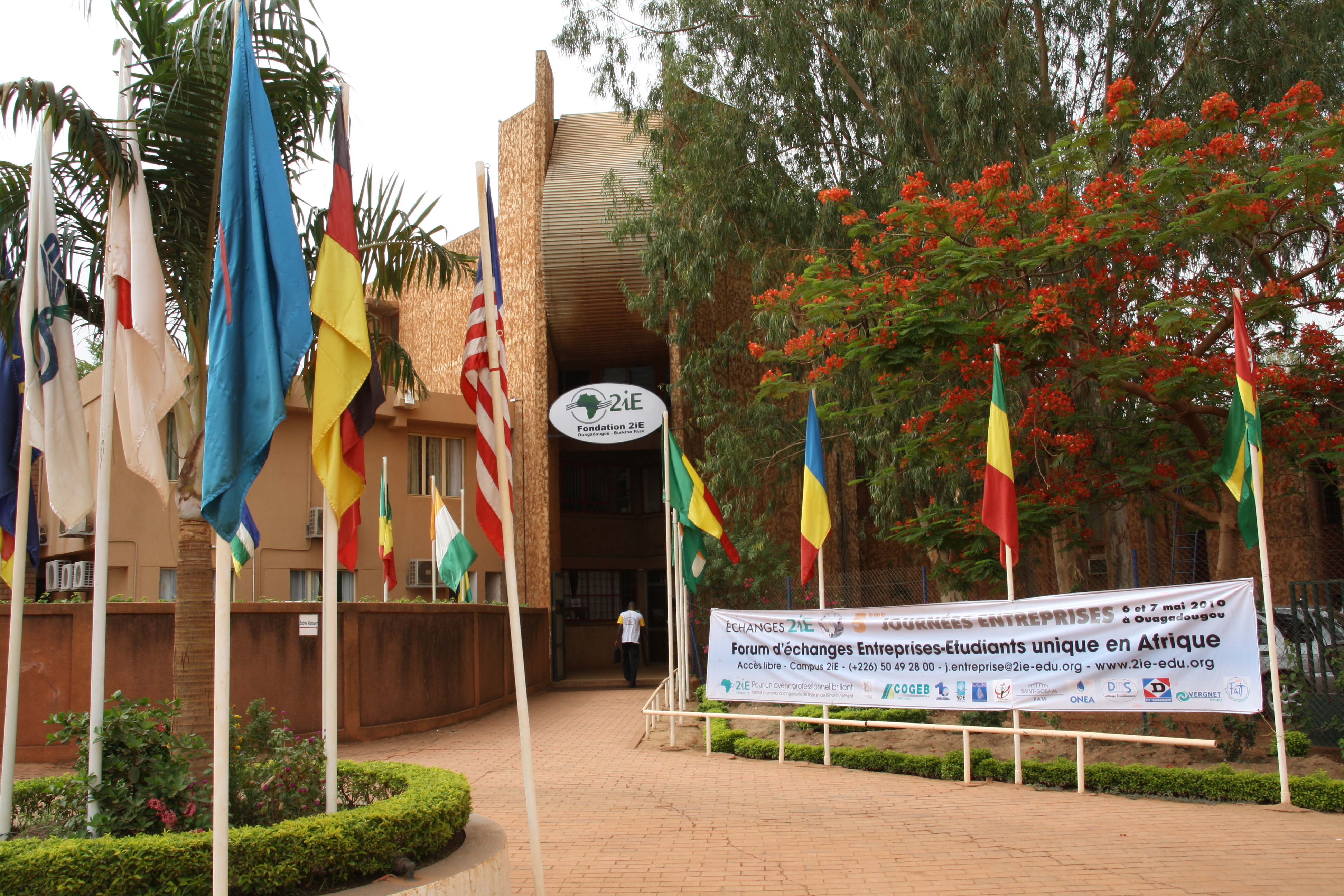
Entrée principale de la fondation 2iE à Ouagadougou

2iE est une association internationale reconnue d'utilité publique créée le 22 février 2007 et régie par la loi du 15 décembre 1992.
La fondation 2iE bénéficie d'un accord de siège avec le Burkina Faso lui conférant ainsi un statut diplomatique.
La fondation 2iE est reconnue d'utilité publique.

## Formation
2iE a adopté le système LMD en proposant des diplômes de niveau bachelor(Bac+3), licence(Bac+3), master(Bac+5), master spécialisé(Bac+6) et doctorat.
2iE délivre des formations initiales sur ses sites de Ouagadougou et Kamboinsen mais également à distance, ainsi que des sessions de formation continue à destination de salariés d'entreprises ou de l'État.

## Recherche
2iE possède deux centres communs de recherche. Le premier, Eau et climat, regroupe deux laboratoires (Eau et santé, Hydrologie et ressources en eau). Le second, Énergies et habitat durables, regroupe trois laboratoires (Biomasse, énergie et biocarburants, Energie solaire et économie d'énergie, Eco-matériaux de construction).

## International

### Formations
2iE propose 
- des formations supérieures diplômantes dans les domaines de l’Eau et l’Assainissement, l’Energie et l’Électricité, le Génie Civil et les Mines, l’Environnement et les Sciences managériales
- une offre de formation professionnelle flexible et adaptée aux spécificités du monde de l’entreprise : manque de temps, faible disponibilité, besoin en financement.
Les formations de 2iE sont accrédités en Europe (label EUR-ACE) et par la Commission française des Titres d'Ingénieurs